# Svidd neger
Svidd neger är en norsk dramakomedifilm från 2003 i regi av Erik Smith Meyer. Filmens soundtrack gjordes av det norska bandet Ulver.

## Rollista
| Kingsford Siayor     | – Ante                          |
| Eirik Junge Eliassen | – Peder                         |
| Björn Granath        | – Presten                       |
| Kjersti Lid Gullvåg  | – Anna                          |
| Thor-Inge Gullvåg    | – Karl                          |
| Guri Johnson         | – Ellen Margrethe               |
| Frank Jørstad        | – Normann Hætta bongo Utsi Saus |
| Isaka Sawadogo       | – Faren                         |